# Élection présidentielle américaine de 2016 dans le Wyoming
L'élection présidentielle américaine de 2016, cinquante-huitième élection présidentielle américaine depuis 1788, a lieu le 8 novembre 2016 et conduit à la désignation du républicain Donald J. Trump comme quarante-cinquième président des États-Unis.
Au Wyoming ; les républicains l'emportent avec Donald J. Trump, comme présumé par les sondages.

## Résultats des élections au Wyoming
| Candidat présidentiel | Vice-Président   | Parti Politique | Vote Populaire | Vote Populaire | Vote électoral |
| --------------------- | ---------------- | --------------- | -------------- | -------------- | -------------- |
| Donald J. Trump       | Michael R. Pence | Républicains    | 174419         | 68,17%         | 3              |
| Hillary Clinton       | Timothy Kaine    | Démocrates      | 55973          | 21,88%         | 0              |
| Gary Johnson          | Bill Weld        | Libertarien     | 13287          | 5,19%          | 0              |
| Dr. Jill Stein        | Ajamu Baraka     | Vert            | 2515           | 0,98%          | 0              |
| Autres (+)            | /                | /               | +/-9500        | 3,78           | 0              |

## Analyse
Aucun comté n'a changé de majorité entre 2012 et 2016. Aucun comté n'a voté à plus de 57,92 % Démocrate ou 87,51 % Républicain.
Les plus réfractaires au candidat républicain sont les habitants du comté de Teton avec 31,05%. Les plus pessimistes envers Hillary sont dans le comté de Crook avec 7,14 %